# Persienwüstenhuhn
Das Persienwüstenhuhn (Ammoperdix griseogularis) auch Persische Sandhuhn ist ein Vertreter der Gattung der Wüstenhühner aus der Familie der Fasanenartigen. Es ist vom Nahen Osten über den Iran und Zentralasien bis nach Nordwestindien verbreitet.

## Aussehen
Die Art wird 22–25 Zentimeter groß, die Männchen sind im Regelfall etwas größer als die Weibchen, sie werden 187–238 Gramm schwer, die Weibchen 182–205 Gramm. Die Flügelspannweite beträgt 40–42 Zentimeter. Diese Vögel haben ein größtenteils rotbraunes Gefieder. Der Bauch ist etwas heller gefärbt. Der Schnabel ist orange oder rot. Das Männchen hat einen bläulich grauen Nacken und vor sowie hinter dem Auge einen dicken weißen Streifen. Über dem Auge ist ein länglicher schwarzer Streifen vorhanden. Die Brust des Männchens ist ebenfalls braun. Sehr auffällig sind große blaue, rote oder rosa Federn unter den Schwingen. Der Bauch ist hellbraun und der Schwanz ist oben dunkelbraun. Das Weibchen ist etwas kleiner als das Männchen und ist am Rücken und den Flügeln einheitlich braun mit kleinen Farbabstufungen in Wellenform gefärbt. Der Bauch des Weibchens ist hellgrau. Die Beine sind braun und mit langen Krallen versehen.

## Verbreitung
Das Persienwüstenhuhn kommt vom Südosten der Türkei über den Irak und Syrien sowie Zentralasien (Armenien, Turkmenistan, Kasachstan, Tadschikistan und Usbekistan) sowie den Iran bis nach Afghanistan, Pakistan und Nordwestindien vor.

## Lebensweise

### Lebensraum
Das Persienwüstenhuhn bewohnt die felsigen Regionen mit spärlicher Vegetation. Außerhalb der Fortpflanzungszeit streifen diese Tiere in Gruppen von 4 bis zu 20 oder mehr Exemplaren auf der Suche nach Nahrung und Wasser durch die Gegend. Sie ernähren sich von Pflanzensamen, anderen Pflanzenteilen sowie von Insekten, deren Larven und Spinnen. Es wurde angenommen, dass sich die Vögel lieber auf dem Boden als durch die Luft fliegend bewegen. Es konnte jedoch gezeigt werden, dass der Genfluss zwischen weit auseinander liegenden Populationen sehr hoch ist, was nur durch die Überwindung großer geographischer Distanzen im Flug erklärt werden kann.

### Fortpflanzung
In der Brutzeit finden diese Vögel paarweise zusammen. Die Henne legt in eine flache Erdmulde, die sich zwischen Steinen und Grasbüscheln oder an einem niedrigen Felsvorsprung befindet, sechs bis acht hellgelb gefärbte Eier ab. Das Brutgeschäft übernimmt das Weibchen allein. Nach 13 bis 21 Tagen schlüpfen die Jungen. Das Männchen hilft bei der Versorgung der Jungen mit. In der Nacht, oder wenn sie sich zum Ausruhen niederlassen, nimmt das Weibchen die Jungen zum Schutz unter ihre Flügel. Bis sie flügge sind, werden sie vom Weibchen neben Nahrung auch mit Wasser versorgt.

## Systematik und Taxonomie
Ammoperdix griseogularis wurde im Jahr 1843 von dem deutschen Naturforscher Johann Friedrich von Brandt unter dem Namen Perdix griseogularis erstmals beschrieben.
Es wurden drei Unterarten beschrieben, nämlich A. griseogularis termeuleni aus dem südwestlichen Iran, A. griseogularis bucharensis aus Usbekistan und A. griseogularis peraticus aus dem Nordwesten Afghanistans. Molekulargenetische Untersuchungen zeigen jedoch, dass Unterschiede im äußeren Erscheinungsbild eher auf intraspezifische Variation als auf geographisch bedingte genetische Unterschiede zurückzuführen sind.

## Gefährdung
Da diese Art ein relativ großes Verbreitungsgebiet hat und keinerlei konkrete Gefährdungen bekannt sind, wird sie von der IUCN als „ungefährdet“ (least concern) eingestuft. Die Areale sind teilweise unzugänglich und unwirtlich, sodass sie in der Regel nicht für die Landwirtschaft genutzt werden können. Die Art wird jedoch von den Einheimischen gerne bejagt.